# Диего Симеоне
Диего Пабло Симеоне (на испански: Diego Pablo Simeone) е бивш аржентински футболист и настоящ треньор на Атлетико Мадрид.

## Състезателна кариера
Диего Симеоне започва своята клубна кариера през 1987 г. във Велес Сарсфийлд.
През 1990 г. е привлечен от Мирча Луческу в италианския Пиза. Следва кратък престой в Севиля, за да се стигне до трансфера му в Атлетико Мадрид. С „дюшекчиите“ Симеоне постига първите си успехи като през сезон 1995 – 96 печели „дубъл“ в Испания. По това време треньор е сърбинът Радомир Антич, а капитан на отбора е Любослав Пенев. Печелят шампионата по категоричен начин, като завършват с преднина от 7 точки пред Барселона и с цели 17 пред другия гранд Реал Мадрид. На финала в турнира за Купата на краля побеждават Барселона на Йохан Кройф със златен гол в 102 минута.
През 1997 г. Симеоне се завръща в Серия А и подписва с Интер, воден от Луиджи Симони. Два сезона е титуляр за отбора, а през 1997/98 г. печели Купата на УЕФА след победа на финала с 3:0 над бъдещия си клуб Лацио, воден от Свен-Йоран Ериксон.
През 1999 г. преминава в Лацио, където играе рамо до рамо със своите сънародници и съотборници от националния отбор на Аржентина – Ернан Креспо, Матиас Алмейда, Клаудио Лопес, Нестор Сенсини и Хуан Себастиан Верон. Още в първия си сезон с екипа на „орлите“ Диего Симеоне печели требъл на Италия, както и Суперкупата на УЕФА, побеждавайки в битката за трофея Манчестър Юнайтед с 1:0. В борбата за скудетото Лацио и Ювентус спорят до последния кръг, в който „бианконерите“ губят от Перуджа, а Симеоне и неговите съотборници побеждават Реджина, за да ликуват като шампиони на Италия. Във финала за купата на страната Лацио отстранява Интер след 0:0 на Джузепе Меаца и победа с 2:1 на Стадио Олимпико, а победния гол за „римските орли бележи именно Диего Симеоне. В мача за Суперкупата на Италия отново побеждават Интер на Марчело Липи с 4:3. В Рим Симеоне играе още три сезона, преди да се завърне обратно в Атлетико Мадрид през 2003 година и след нови два сезона за „дюшекшиите“ завършва кариерата си в аржентинския Расинг.

## Национален отбор
За Аржентина дебютира през 1988 г. и изиграва цели 106 мача, като по този показател заема трето място в историята на националния отбор след Хавиер Санети (145) и Роберто Аяла (115). С екипа на „гаучосите“ Симеоне печели изданията на турнира Копа Америка за 1991 и 1993 година, след победи с по 2:1 съответно над Колумбия и Мексико, като във финалната среща срещу колумбийците отбелязва втория победен гол. Играе и на три световни първенства през 1994, 1998 и 2002 г. Носител е на сребърен медал от Летните олимпийски игри през 1996 г., печели и Купата на конфедерациите през 1992 г. след победа на финала с 3:1 над Саудитска Арабия.

## Треньорска кариера
Диего Симеоне играе своя последен мач за Расинг на 17 февруари 2006 г., след което прекратява своята състезателна кариера и става старши треньор на клуба. На 18 май същата година става старши треньор на Естудиантес и ги извежда до първата им титла от 23 години насам, след като на 13 декември 2006 г. побеждават в решителния последен мач Бока Хуниорс с 2:1. През октомври същата година в своя анкета сайтът Clarín.com го обявява за „Треньор на годината“ в Аржентина. На 15 декември 2007 г. Симеоне е представен като новия старши треньор на Ривър Плейт, заемайки мястото на подалия оставка Даниел Пасарела. Извежда клуба до шампионската титла на Клаусура за 2008 г. Лошият старт в шампионата довел до 11 загуби и закотвил отбора на дъното в аржентинската примера дивисион, както и ранното отпадане в Копа Судамерикана от мексиканския Чивас Гуадалахара принуждават Симеоне да подаде оставка на 7 ноември 2008 г.
Следват кратки престои в Сан Лоренцо, италианския Катания и отново в Расинг.
На 23 декември 2011 Симеоне е представен като новия старши треньор на Атлетико Мадрид. На 9 май 2012 г., печели Лига Европа побеждавайки на финала Атлетик Билбао с 3:0, а на 31 август и Суперкупата на УЕФА след победа над европейския шампион Челси с 4:1.

## Успехи
Като футболист:
 Атлетико Мадрид
- Примера дивисион – 1995 – 1996
- Купа на краля – 1995 – 96

 Интер
- Купа на УЕФА – 1997/98

 Лацио
- Серия А – 1999 – 2000
- Купа на Италия – 1999 – 2000
- Суперкупа на Италия – 2000
- Суперкупа на УЕФА – 2000

 Аржентина
- Копа Америка (2): 1991, 1993
- Купа на конфедерациите (1): 1992

Като треньор:
 Естудиантес
- Примера дивисион Аржентина (1): Апертура 2006

 Ривър Плейт
- Примера дивисион Аржентина (1): Клаусура 2008

 Атлетико Мадрид
- Лига Европа 2012, 2018
- Суперкупа на УЕФА 2012
- Примера дивисион 2013/14